# Liste der Naturdenkmale in Hemsbach
| Naturdenkmale | Anzahl |
| ------------- | ------ |
| FND           | 0      |
| END           | 1      |
| Gesamt        | 1      |

Die Liste der Naturdenkmale in Hemsbach nennt die verordneten Naturdenkmale (ND) der im baden-württembergischen Rhein-Neckar-Kreis liegenden Stadt Hemsbach. In Hemsbach gibt es insgesamt ein als Naturdenkmal geschütztes Objekt, das ein Einzelgebilde-Naturdenkmal (END) ist.
Stand: 31. Oktober 2016.

## Einzelgebilde (END)
| Name                                | Bild | Kennung     | Einzelheiten                                  | Position | Fläche Hektar | Datum         |
| ----------------------------------- | ---- | ----------- | --------------------------------------------- | -------- | ------------- | ------------- |
| Traubeneiche Gemeindewald Bocksberg | BW   | 82260310001 | Hemsbach Traubeneiche aus dem Jahr circa 1750 | ⊙        | 0,0           | 26. Feb. 2004 |
| Legende für Naturdenkmal            |      |             |                                               |          |               |               |